# Louis Dewis
 (avril 2025).
Si vous disposez d'ouvrages ou d'articles de référence ou si vous connaissez des sites web de qualité traitant du thème abordé ici, merci de compléter l'article en donnant les références utiles à sa vérifiabilité et en les liant à la section « Notes et références ».
Louis Dewis, né Isidore Louis Dewachter le 1er novembre 1872 à Leuze en Belgique et mort le 5 décembre 1946 à Biarritz en France, est un peintre postimpressionniste belge ayant vécu la majeure partie de sa vie en France.

## Biographie

### Jeunesse
Né à Leuze, fils d'Isidore Louis Dewachter et d'Éloïse Desmaret Dewachter, il fait ses études à l'académie des beaux-arts de Liège où il se lie d'amitié avec Richard Heintz, qui est également devenu un peintre impressionniste internationalement connu.
Bien que le nom « Dewachter » soit sans doute d'origine flamande, Dewachter s'est toujours considéré comme un Wallon.
Le père de Louis, riche commerçant, est très gêné que son fils perde son temps avec quelque chose d'aussi futile que la peinture. Il aurait essayé en vain de « remettre son fils sur le droit chemin » en jetant toutes les toiles, les pinceaux et la peinture du jeune garçon. Mais sa passion pour l'art est bien trop grande pour qu'on le dissuade de donner libre cours à son talent. Cependant, les tentatives de son père auraient pu l'éloigner de l'art en le plongeant dans les affaires. De lourdes responsabilités familiales pesaient en effet sur ses épaules puisqu'il était l'aîné. Louis était destiné à reprendre le commerce familial : une chaine de magasins de vêtements pour hommes appelée « Maison Dewachter ». Il est donc de son devoir de répondre aux attentes familiales et son père ne l'autorise aucunement à s'y dérober. Dewis aurait dû reprendre le commerce familial mais puisqu'il y avait d'autres Maison Dewachter dans les villes entre la France et la Belgique dirigées par ses cousins, il se serait délesté de ses responsabilités après la mort de son père à la fin de la Seconde Guerre mondiale et aurait seulement gardé ses parts dans le magasin de Bordeaux[réf. nécessaire].
Quand son petit frère perd une fortune aux jeux, il doit régler ses dettes, ce qui lui prend plusieurs années[réf. nécessaire]. 
À ses débuts, Dewis se crée un atelier chez lui. La peinture est uniquement un loisir pour lui. Il signe ses œuvres « Louis Dewis » car son père ne l'autorise pas à attribuer son nom à une entreprise aussi frivole que la peinture. Son nom d'artiste est imaginé à partir du « Dew » de son nom de famille, Dewachter, et des deux premières lettres de son prénom, « is » pour Isidore.
À cause de l'opposition paternelle et parce qu'il n'est pas dans le besoin, Dewis, ne cherche pas à se faire connaître dans sa jeunesse.

### Famille

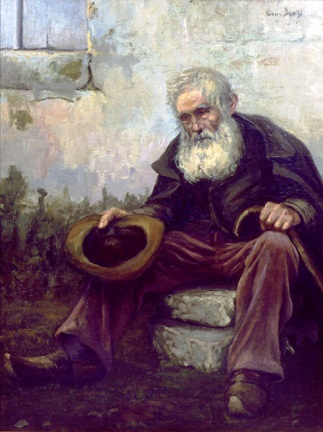
Le vieux mendiant, 1916

Louis Dewachter se marie avec Élisabeth Florigni (1873-25 août 1952). Élisabeth est une jeune bordelaise de la haute société, fille de Joseph Jules Florigni (1842-14 avril 1919) et de Rose Lesfargues Palmyre Florigni (1843-11 septembre 1917). Jules Florigni est l'éditeur du journal régional de Bordeaux La Petite Gironde.
Louis et sa femme auront deux filles. La fille aînée, Yvonne Marie (1898-1966 à St. Petersburg en Floride), se marie juste après la Première Guerre mondiale à un jeune officier américain. Elle le suit aux États-Unis et y fonde une grande famille. Dans ses mémoires, Yvonne se souvient que dans les premières années de la carrière de son père, sa mère regardait ses toiles avec une certaine indifférence. Elle a écrit qu’Élisabeth Dewachter était plutôt satisfaite que son mari ait choisi un tel « hobby » et qu'elle disait à ses amis « au moins ce n'est pas bruyant ». Les années passant, Élisabeth est piquée de plus de curiosité pour le travail de son mari[style à revoir]. C'est elle qui conservera des albums entiers de critiques de presse des œuvres de Dewis.
Sa deuxième fille, Andrée Marguerite Élisabeth (24 septembre 1903-11 mai 2002 à Paris), se marie avec un homme d'affaires, Charles Jérôme Ottoz, et aura une fille. Andrée, étudiante d'art, était en admiration devant les œuvres de son père. Elle était tellement impliquée émotionnellement dans ses peintures, qu'un jour Dewis s'est demandé tout haut si sa fille l'aurait autant aimé s'il avait été épicier (dans un entretien avec elle datant des années 2000, Andrée a assuré, émue, qu'elle l'aurait bien sûr, autant aimé.[réf. nécessaire]).

### Carrière
Dewis a commencé à exposer ses œuvres vers 1916, peu après la mort de son père. Il a alors 44 ans.
En 1917, il aide à organiser le Salon franco-belge dans le jardin public de Bordeaux. C'est un événement de charité payé par la Société bénévole belge du sud-ouest et des Artistes girondins ; les bénéfices sont versés aux réfugiés belges de la guerre. C'est lors de cette exposition que l'art de Louis Dewis est pour la première fois pris au sérieux. Il capte l'attention d'éminents critiques d'art de l'époque[réf. nécessaire]. Certaines critiques[Lesquelles ?] décrivent les œuvres de Dewis comme ayant des couleurs « chaleureuses et harmonieuses » et parlent de son « extraordinaire jeu de lumière tel la plus enchanteresse des symphonies »[réf. nécessaire].
À partir de ce moment jusqu'à sa mort à Biarritz en 1946, les toiles de Dewis sont régulièrement exposées dans les plus grandes expositions d'Europe[réf. nécessaire]. Elles attirent des critiques très positives dans la presse internationale et sont achetées par de grands musées[réf. nécessaire].  
Il passe beaucoup de temps à peindre dans l'appartement familial se trouvant 36 rue Sainte-Catherine à Bordeaux, au-dessus du magasin Maison Dewachter. Malgré le fait que ses peintures ont de bonnes critiques, sa carrière n'est pas grandiose. Sa fille Andrée, lors d'un entretien dit même « Papa était malchanceux. »[réf. nécessaire]

### Georges Petit

#### L'opportunité d'une vie
L'influent marchand d'art français Georges Petit est impressionné par le travail du peintre belge[réf. nécessaire]. Petit réprimande Dewis car il estime qu'il perd son temps à « vendre des habits ». Il lui conseille vivement de vendre ses parts de la Maison Dewachter et de déménager avec sa famille à Paris. Il lui dit : « vient à Paris pour moi et je te rendrais célèbre. » Il possède entre autres la Galerie Georges Petit.
Dewis finit par accepter. Il vend ses parts et emménage à Paris. Cependant, quelques mois après son arrivée, Georges Petit meurt.
En tournant ses espoirs vers Georges Petit, Dewis a pris le plus gros risque de sa vie et a perdu[Interprétation personnelle ?]. Il se retrouve à Paris sans mécène. Il a encore ses économies qui viennent de la vente de son affaire, alors il loue un atelier et commence à peindre pour des expositions publiques. 
Son beau-fils, Jérôme Ottoz convainc plus tard Dewis de ne pas signer avec un marchand d'art parisien, parce qu'il est jaloux de son beau-père talentueux et plus célèbre[réf. nécessaire]. À partir de ce moment, le travail de Dewis est assez remarqué, critiqué positivement par la presse mais cela n'a jamais été plus loin[réf. nécessaire]. 

### Les années 1920 et 1930
Dewis expose ensuite en France, en Belgique dans les années 1920 et 1930, aussi bien qu'en Allemagne, en Suisse et en Tunisie, encore colonie française. Des collectionneurs et des musées d'Europe, d'Amérique du Sud et du Japon achètent certaines de ses œuvres[réf. nécessaire]. Il est nommé chevalier de la Légion d'honneur[réf. nécessaire].
Ses toiles sont également exposées à l'Exposition internationale des arts et techniques dans la vie moderne (1937).
Dewis est lauréat de la Société des artistes français où il présente en 1929 la toile Paysage en Brabant, membre associé de la Société nationale des beaux-arts, un des fondateurs du Nouveau salon, de la Société des peintres du Paris moderne et de l'Académie royale des beaux-arts de Bruxelles de Belgique, entre autres.
Dewis et sa famille fuient Paris pour le Sud-Ouest de la France peu de temps avant l'occupation nazie de 1940. Ils restent quelque temps à Bayonne.

### Dernières années à Biarritz
Une villa de Biarritz (surnommée Villa Pat, du nom de la femme de l'ancien propriétaire) est mise en vente par un Américain qui désire rentrer dans son pays. La famille achète cette maison et Dewis peut y peindre pendant les sept dernières années de sa vie. Il est alors une fois de plus[pourquoi ?] inspiré pour ses tableaux par le paysage du Pays basque.
Puisque les déplacements sont strictement limités pendant l'occupation, Dewis s'est le plus souvent inspiré de son propre jardin qui se trouve près de la côte atlantique.
Il meurt d'un cancer à la Villa Pat à la fin de l'année 1946. Il est enterré dans le caveau familial du cimetière de la Chartreuse à Bordeaux.

## Héritage artistique
Andrée, toujours passionnée par le travail de son père, retourne vivre à Paris après la fin de la guerre. Un appartement du XVIIe arrondissement, proche du Parc Monceau est sa demeure de 1935 jusqu'à sa mort, en 2002[réf. nécessaire]. 
Ellee faisait de fréquentes visites à Biarritz pendant les dernières années de maladie de son père. Après sa mort, elle a essayé de préserver ses tableaux. Elle a précautionneusement récupéré les tableaux de l'atelier de Villa Pat. Ceux-ci restèrent un moment chez deux de ses cousins avant d'être envoyés chez Andrée. Ses cousins sont les descendants d'Édouard-Jean Niermans (1859–1928). En effet, Édouard Niermans s'est marié avec la sœur de Dewis, Louise Marie Héloïse Dewachter (1871-1963), en 1895.
Pendant près de cinquante ans, les tableaux du peintre restent à Paris, soigneusement[réf. nécessaire] conservés par Andrée.

### L'art de Dewis, 50 ans après sa mort
Les années passant, Andrée gardait l'espoir que les œuvres de son père soient un jour reconnues à leur juste valeur. Au milieu des années 1990, un petit neveu d'Andrée (le petit-fils de sa sœur Yvonne, partie aux États-Unis) lui rend visite à Paris. Il la persuade de lui confier temporairement ses œuvres pour les faire redécouvrir au grand public. Plus de 400 toiles et des centaines de croquis trouvés sont cataloguées et évaluées par des experts. Ils jugent que cette immense collection est parfaitement conservée pour être exposée. L'aboutissement de leurs efforts est l'exposition en 1998 « La redécouverte de Dewis » à la galerie de « Courthouse » en Virginie aux États-Unis[réf. nécessaire]. 
Linda McGreevy, écrit un essai dont des extraits sont repris dans les catalogues des deux premières expositions des peintures de Dewis en Amérique[réf. nécessaire]. 
Depuis leur « redécouverte » en 1995, et après les deux expositions aux États-Unis, plus de 100 toiles de Dewis ont été encadrées et figurent aujourd'hui dans des musées américains[réf. nécessaire].

## Galerie

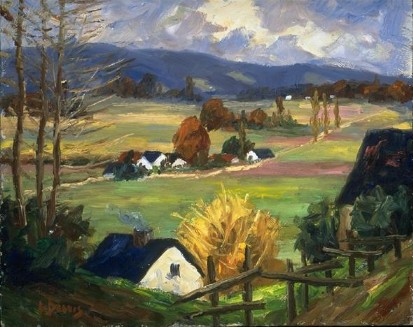
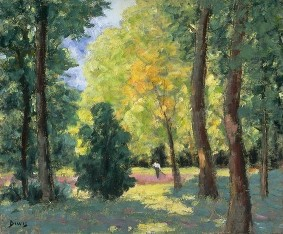
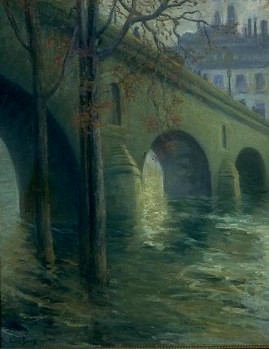
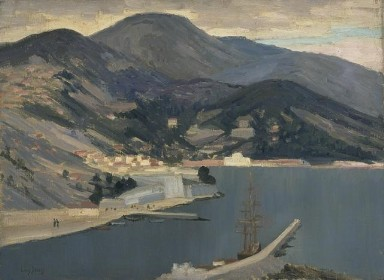
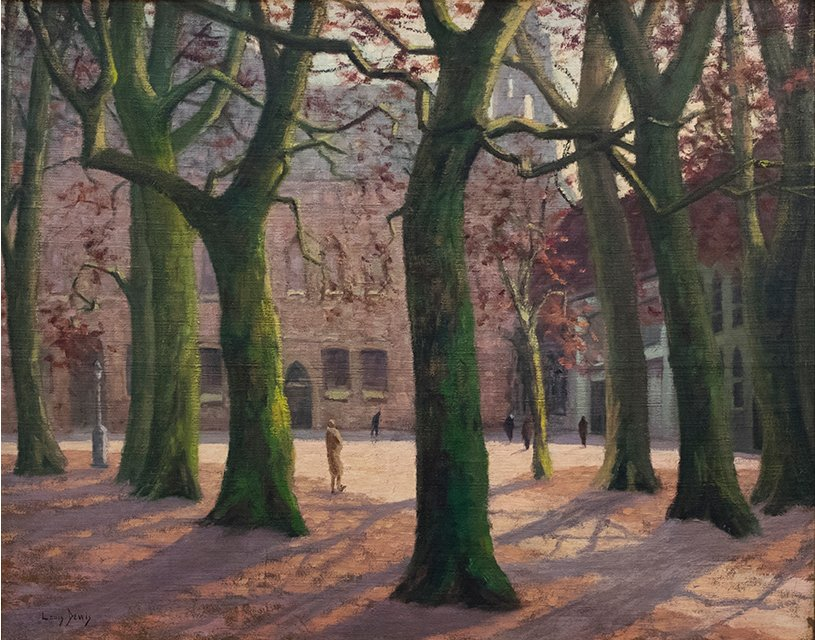
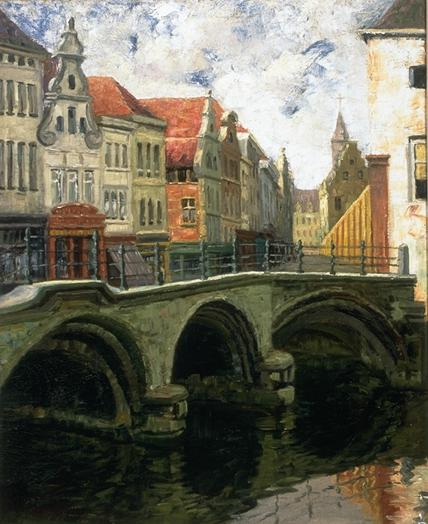
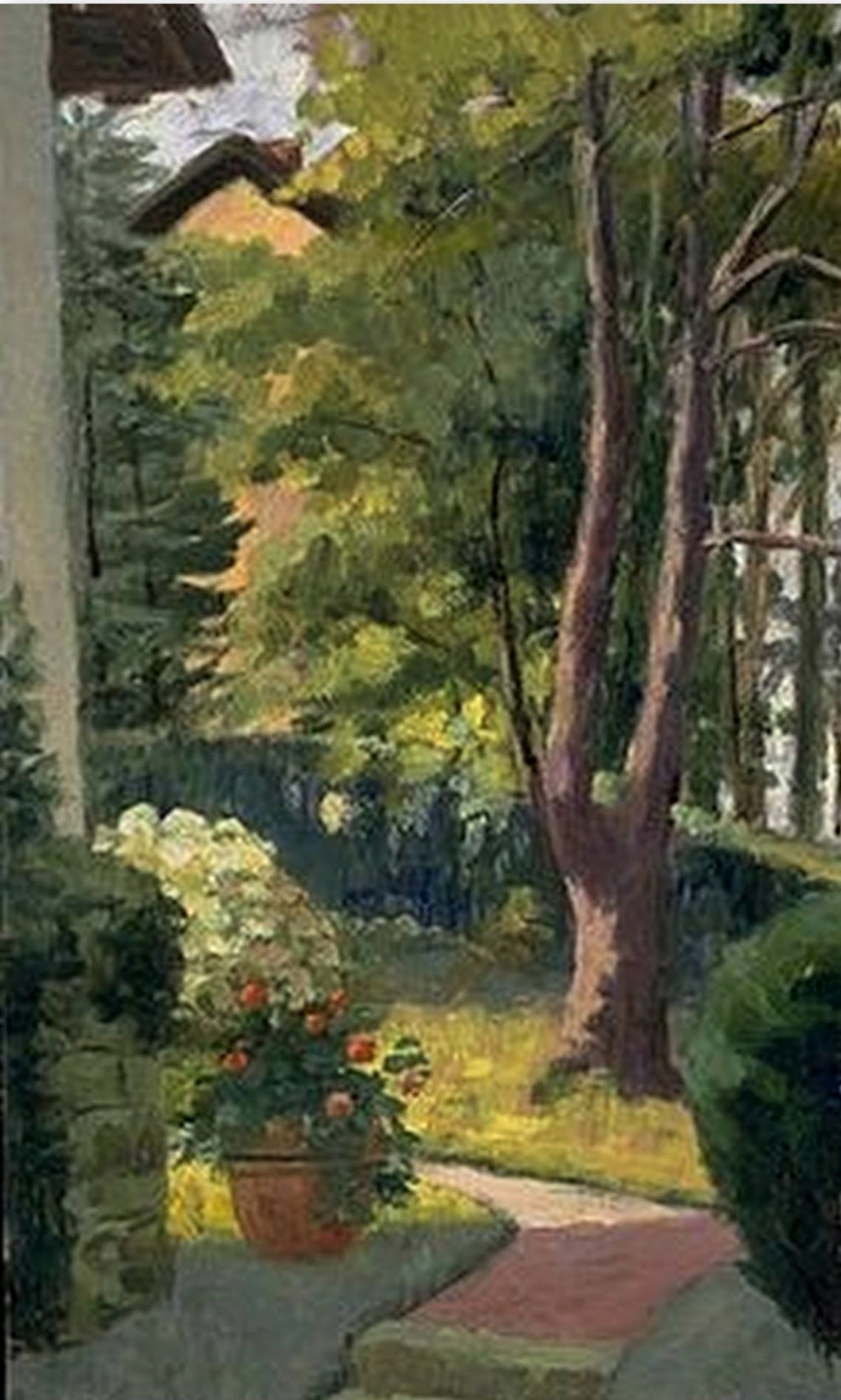
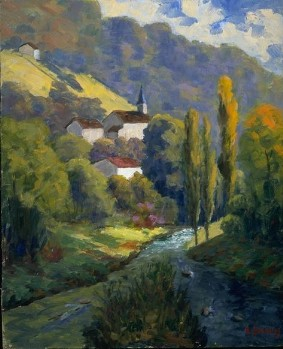
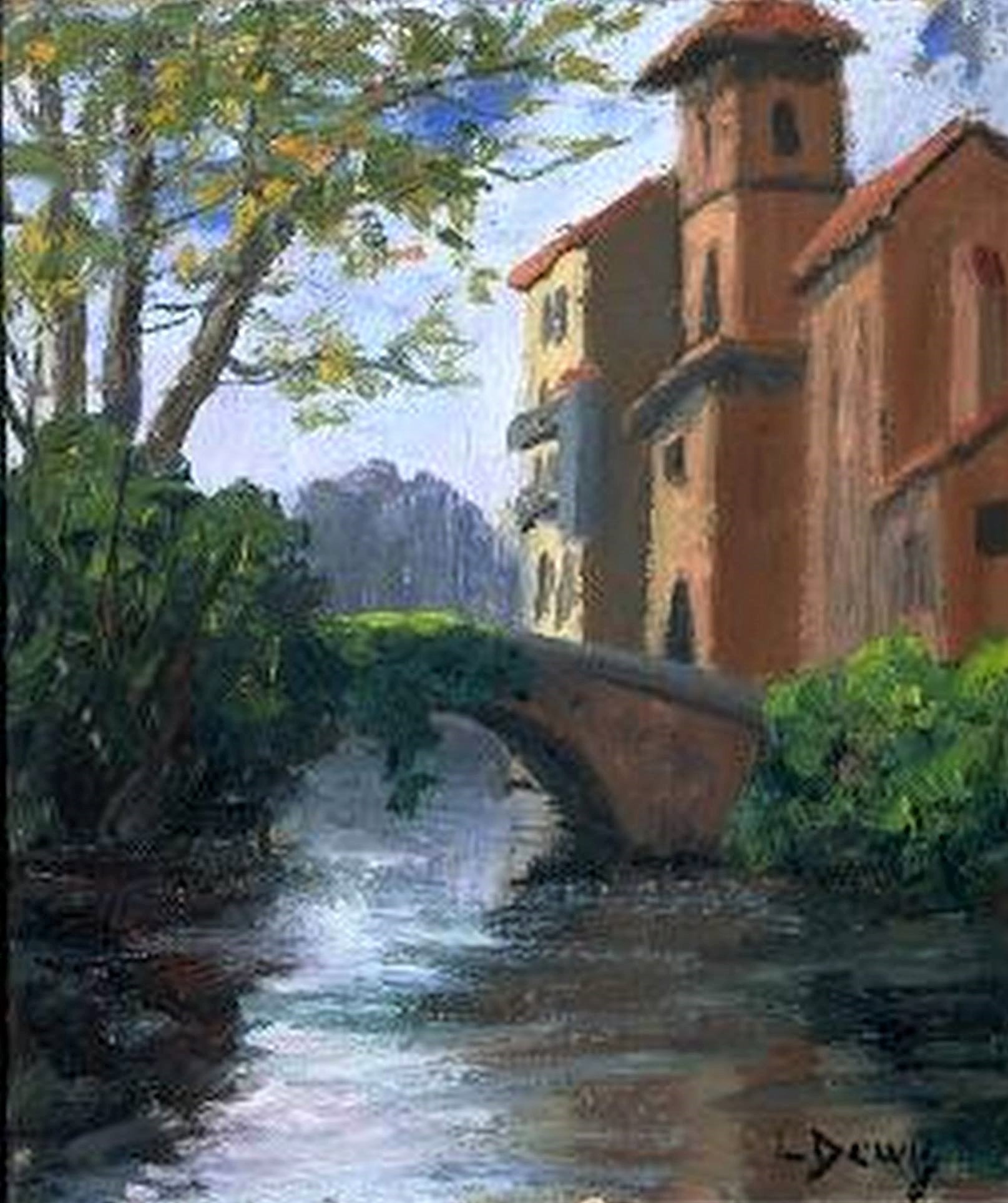
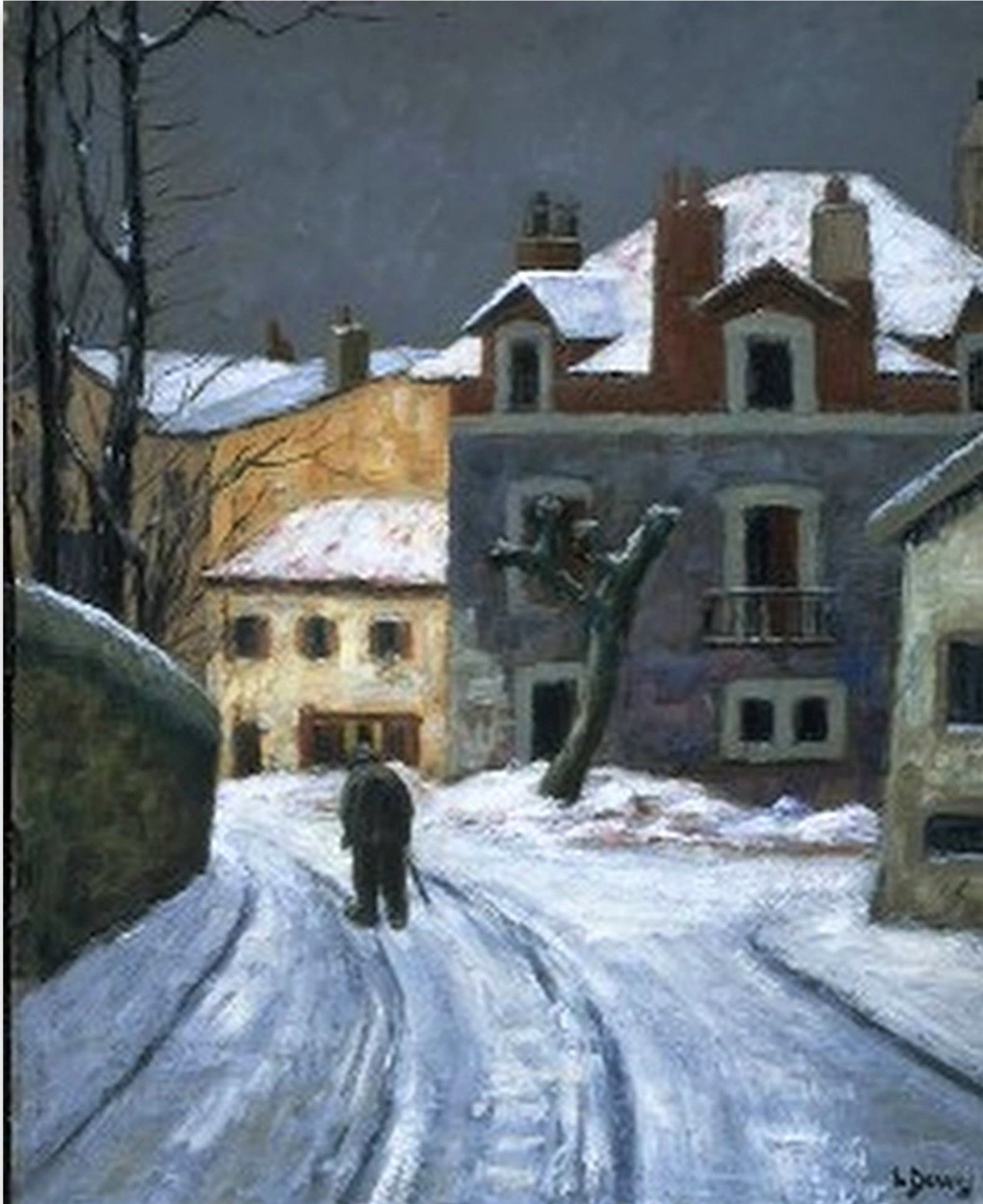
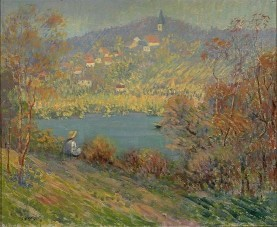